# Glossosoma sadoense
Glossosoma sadoense är en nattsländeart som beskrevs av Kobayashi 1982. Glossosoma sadoense ingår i släktet Glossosoma och familjen stenhusnattsländor. Inga underarter finns listade i Catalogue of Life.